# Kamera által homályosan (film)
A Kamera által homályosan (eredeti cím: A Scanner Darkly) 2006-ban bemutatott amerikai sci-fi Richard Linklater rendezésében, melyet Philip K. Dick azonos című disztópikus regénye ihletett. A film rotoszkóp technikával készült.

## Történet
Az Egyesült Államokban a közeljövőben bárhol bárkit megfigyelhetnek. Így próbálják megfékezni a kábítószer-használat és -függőség által okozta hatalmas problémákat. A kábítószer-függőknek zárt elvonási kezelést kínáló „Új Út” szervezet csak a kormánnyal kötött külön szerződésekkel kerülheti ki a megfigyelést. Fred kábítószeres ügynök, aki megpróbál a „H-Anyag” nevű illegális szer nyomára bukkanni. A nyomozás közben Fred „maszkafandert” visel, egy különleges, új fejlesztésű alakváltó ruhát, mely segítségével azonosíthatatlanná válik. Megbízzák Bob Arctor megfigyelésére, aki dílerként az életveszélyes drogot terjeszti. A szer mellékhatásaként ugyanis az ember személyisége egymással két ellentétes félre bomlik. Fred (aki a hétköznapi életben valójában Bob Arctor) maga is a kábítószer használója lesz a nyomozás során. Arctor két drogfüggővel él egy házban. Ugyanakkor egyikük egy rendőrségi informátor, aki rendszeresen jelentést tesz Hanknek és Frednek. Arctort gyakran meglátogatja Donna nevű barátnője, aki szintén drogfüggő. Holografikus megfigyelőrendszert telepítenek a házába, hogy figyelemmel kísérjék a házban folyó összes tevékenységet. Fred először megpróbálja leplezni valódi kilétét, de a "H anyag" meghasítja a tudatát, és ez disszociatív identitászavarhoz vezet, amikor már nem tud különbséget tenni Fred ügynök és Bob magánszemély között. Ez végzetes önvizsgálatba torkollik, amelyben teljesen elveszíti a kapcsolatot saját személyiségével. A drogtól teljesen tönkretett Bob Arctor kórházi kezelésre szorul. A rehabilitációja alatt a Bob Bruce kódnevet kapja. Később átszállítják egy rehabilitációs farmra, ahol munkásként permetezi a szántóföldet. Egy általa gondozott kukoricatáblán fedezi fel az álcázott, a magas növények védelmében növő kék virágokat, amelyekből a „H-Anyag” készül. Elrejt egyet, hogy majd megmutassa a barátainak.
A film végén idézet hallható és látható Philip K. Dick regényéből, amelyben a drogokat kifejezetten „ellenségként” írja le, amikkel meg kell küzdeni, valamint megnevezi 15 barátját. Nagy részük elhunyt a kábítószer-használattól, vagy akárcsak maga Dick, rendkívül súlyos egészségügyi problémákkal küzdött.

## Szereplők
| Színész               | Szerep                         | Magyar hang       |
| --------------------- | ------------------------------ | ----------------- |
| Keanu Reeves          | Bob Arctor / "Fred"            | László Zsolt      |
| Robert Downey Jr.     | James Barris                   | Galambos Péter    |
| Woody Harrelson       | Ernie Luckman                  | Stohl András      |
| Winona Ryder          | Donna Hawthorne                | Huszárik Kata     |
| Rory Cochrane         | Charles Freck                  | Kárpáti Levente   |
| Mitch Baker           | a Brown Bear szálló recepciósa | Dányi Krisztián   |
| Lisa Marie Newmyer    | Connie                         | Fenyvesi Lászlóné |
| Dameon Clarke         | Mike                           | Szatmári Attila   |
| Sean Allen            | Fred Scramble (hangja)         | Lux Ádám          |
| Cliff Haby            | központos (hangja)             | Péter Richárd     |
| Mark Turner           | Hank Scramble (hangja)         | Bognár Tamás      |
| Alex Jones            | utcai próféta                  | Péter Richárd     |
| Steven Chester Prince | rendőr                         | Presits Tamás     |
| Natasha Valdez        | pincérnő                       | Martin Adél       |